# Rhyacophila sakyapa
Rhyacophila sakyapa är en nattsländeart som beskrevs av Schmid 1970. Rhyacophila sakyapa ingår i släktet Rhyacophila och familjen rovnattsländor. Inga underarter finns listade i Catalogue of Life.